# Contea di Gangca
La contea di Gangca (刚察县S, Gāngchá XiànP) è una contea della Cina, situata nella provincia di Qinghai e amministrata dalla prefettura autonoma tibetana di Haibei.